# Mariano Andújar
Mariano Gonzalo Andújar (* 30. července 1983, Buenos Aires, Argentina) je argentinský fotbalový brankář a reprezentant, v současnosti působí v klubu SSC Neapol. Účastník MS 2010 v Jihoafrické republice a MS 2014 v Brazílii.

## Klubová kariéra
Andújar hrál profesionálně v Argentině v CA Huracán a Estudiantes de La Plata. V Itálii působil v klubech US Città di Palermo , Calcio Catania a SSC Neapol.

## Reprezentační kariéra
Od roku 2009 je členem národního týmu Argentiny. Debutoval 6. června 2009 v utkání s týmem Kolumbie (výhra Argentiny 1:0).
Trenér Diego Maradona jej vzal na MS 2010 v Jihoafrické republice, kde Argentina vypadla ve čtvrtfinále s Německem po prohře 0:4.
Byl členem argentinského kádru na domácím turnaji Copa América 2011, kde byli Argentinci vyřazeni ve čtvrtfinále na penalty pozdějším vítězem Uruguayí.
Trenér Alejandro Sabella ho nominoval na Mistrovství světa 2014 v Brazílii společně s dalšími dvěma brankáři Sergio Romerem a Agustínem Oriónem. Na turnaji byl náhradníkem a neodchytal žádný zápas, jedničkou byl Romero. S týmem získal stříbrné medaile.